# Приканальный (Калачёвский район)
Приканальный — посёлок в Калачёвском районе Волгоградской области. Входит в состав Мариновского сельского поселения.

## История
В соответствии с Законом Волгоградской области от 20 января 2005 года № 994-ОД «Об установлении границ и наделении статусом Калачёвского района и муниципальных образований в его составе», хутор вошёл в состав образованного Мариновского сельского поселения.

## География
Расположен в юго-западной части региона, в степной зоне, в пределах Ергенинской возвышенности, относящейся к Восточно-Европейской равнине.
С севера протекает река Карповка, с запада и с юга — Волго-Донский канал. Отдалённая часть посёлка (улица Карповский мост) — по обоим берегам р. Карповки.

## Население
| 2010 |
| ---- |
| 184  |

## Инфраструктура
Обслуживание инфраструктуры автомобильной, железной дороги, Волго-Донского канала.

## Транспорт
Железная дорога (станция Мариновка).
Выезд на Западный объезд Волгограда с западной стороны посёлка (ул. Дорожная).
Выезд на автомагистраль А-260 (Е40) — с восточной стороны посёлка.